# NAC in het seizoen 1958/59
Het seizoen 1958/1959 was het vijfde jaar in het bestaan van de Bredase betaaldvoetbalclub NAC. De club kwam uit in de Eredivisie en eindigde daarin op de 11e plaats. Tevens deed de club mee aan het toernooi om de KNVB Beker, hierin werd in de kwartfinale verloren van Rapid JC (0–2).

## Wedstrijdstatistieken

### Eredivisie
|       | ADO   | Ajax  | Blauw-Wit | DOS   | DWS/A | Elinkwijk | Sportclub Enschede | Feijenoord | Fortuna '54 | MVV   | NOAD  | PSV   | Rapid JC | SHS   | Sparta | VVV   | Willem II |
| ----- | ----- | ----- | --------- | ----- | ----- | --------- | ------------------ | ---------- | ----------- | ----- | ----- | ----- | -------- | ----- | ------ | ----- | --------- |
| Thuis | 2 – 1 | 2 – 4 | 3 – 0     | 1 – 2 | 1 – 1 | 1 – 1     | 0 – 3              | 3 – 0      | 0 – 1       | 2 – 3 | 4 – 2 | 3 – 2 | 0 – 3    | 5 – 0 | 0 – 3  | 2 – 2 | 4 – 0     |
| Uit   | 3 – 1 | 5 – 2 | 4 – 2     | 3 – 2 | 3 – 5 | 1 – 3     | 6 – 2              | 2 – 2      | 2 – 1       | 3 – 0 | 3 – 3 | 1 – 3 | 2 – 3    | 2 – 2 | 1 – 0  | 2 – 3 | 1 – 5     |

### KNVB Beker
| 1e ronde                                   | NAC | 18 – 1 (6 – 1)                        | Dongen                                            |
| 1 januari 1959 Plaats: Breda Beatrixstraat | Theo Laseroms 10', 30' Leo Canjels 16', 35', 50', 58', 66', 74', 82', 90' Cock Luyten 25' Hein van Gastel 40' Louis Overbeeke 54', 62', 70' Frans Bouwmeester 78', 84' John Geraeds 88' |                                       | 11' Kuppens                                       |
| 2e ronde                                   | NAC | 6 – 0 (1 – 0)                         | EBOH                                              |
| 5 januari 1958 Plaats: Breda Beatrixstraat | Leo Canjels 5' (pen.), 48', 65' (pen.), 68' Hein van Gastel 54' Frans Bouwmeester 72'                                                                                                   |                                       |                                                   |
| 3e ronde                                   | NAC | 8 – 1 (1 – 1)                         | Hulst                                             |
| 10 mei 1959 Plaats: Breda Beatrixstraat    | John Geraeds 12' Theo Laseroms 48', 60' Louis Overbeeke 51', 57', 88' Frans Bouwmeester 70', 85'                                                                                        |                                       | 30' Sam Jansen                                    |
| 4e ronde                                   | NAC | 2 – 2 (0 – 0, 2 – 2) Na strafschoppen | Fortuna '54                                       |
| 28 mei 1959 Plaats: Breda Beatrixstraat    | Leo Canjels 48', 75' |                                       | 80' Henk Angenent 90' (e.d.) Jan van Hoogenhuizen |
| Kwartfinale                                | Rapid JC | 2 – 0 (1 – 0)                         | NAC                                               |
| 4 juni 1959 Plaats: Kerkrade Kaalheide     | Hubert Hanneman 38' Giel Haenen 50' |                                       |                                                   |

## Statistieken NAC 1958/1959

### Eindstand NAC in de Nederlandse Eredivisie 1958 / 1959
| Stand | Gespeeld | Gewonnen | Gelijk | Verloren | Punten | Doelpunten voor | Doelpunten tegen |
| ----- | -------- | -------- | ------ | -------- | ------ | --------------- | ---------------- |
| 11e   | 34       | 13       | 6      | 15       | 32     | 72              | 72               |

### Topscorers
| #                    | Naam              | Goal |
| -------------------- | ----------------- | ---- |
| 1.                   | Leo Canjels       | 33   |
| 2.                   | Theo Laseroms     | 10   |
| 3.                   | Louis Overbeeke   | 9    |
| 4.                   | Frans Bouwmeester | 8    |
| 5.                   | Hein van Gastel   | 7    |
| 6.                   | Cock Luyten       | 1    |
| Onbekende doelpunten |                   |      |
| –                    | Onbekend          | 4    |
| Totaal               | Totaal            | 72   |

| #      | Naam              | Goal |
| ------ | ----------------- | ---- |
| 1.     | Leo Canjels       | 14   |
| 2.     | Louis Overbeeke   | 6    |
| 3.     | Frans Bouwmeester | 5    |
| 4.     | Theo Laseroms     | 4    |
| 5.     | Hein van Gastel   | 2    |
| 5.     | Johnny Geraeds    | 2    |
| 7.     | Cock Luyten       | 1    |
| Totaal | Totaal            | 34   |

## Voetnoten
ADO ·
Ajax ·
Blauw-Wit ·
DOS ·
DWS/A ·
Elinkwijk ·
Sportclub Enschede ·
Feijenoord ·
Fortuna '54 ·
MVV ·
NAC ·
NOAD ·
PSV ·
Rapid JC ·
SHS ·
Sparta ·
VVV ·
Willem II